# توموهیکو ایتو
توموهیکو ایتو (ژاپنی: 伊藤 友彦؛ زادهٔ ۲۸ مهٔ ۱۹۷۸) یک بازیکن فوتبال اهل ژاپن است.
از باشگاه‌هایی که در آن بازی کرده‌است می‌توان به باشگاه فوتبال ونتفورت کوفو، باشگاه فوتبال شونان بلمار و باشگاه فوتبال سرزو اوساکا اشاره کرد.